# Knopsvanen (dokumentarfilm)
Knopsvanen er en dansk dokumentarfilm fra 1940.

## Handling
Søerne og rørskoven med tagrør, dunhammer, sø-kogleaks og åkander. De svømmende fugles hjem. Knopsvanen søger føde. Svanen på land. Flyvende svaner. En svanerede. Hannen vogter reden. Dunungen. Ældre unger.